# Lenin (1957)

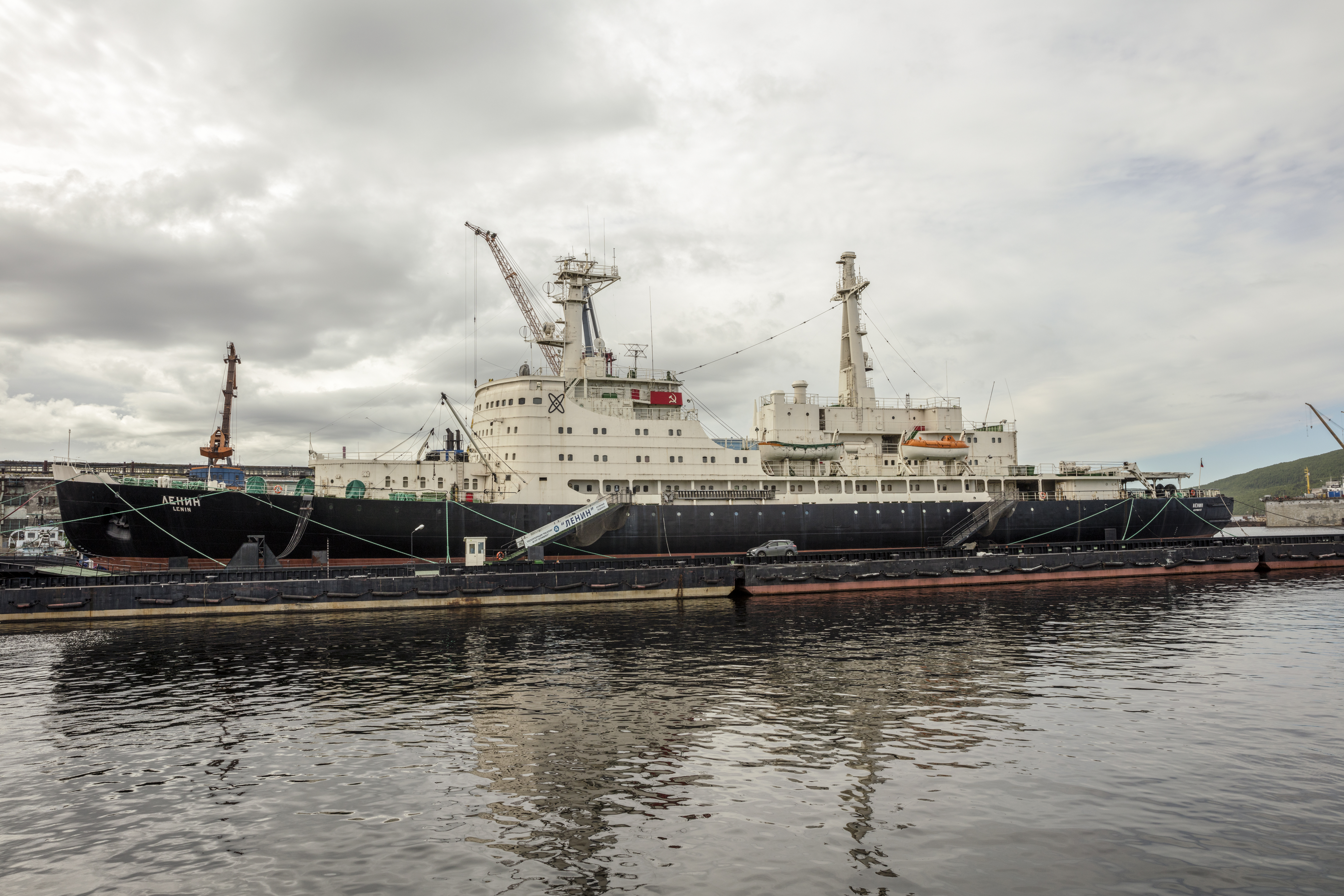
Widok z boku

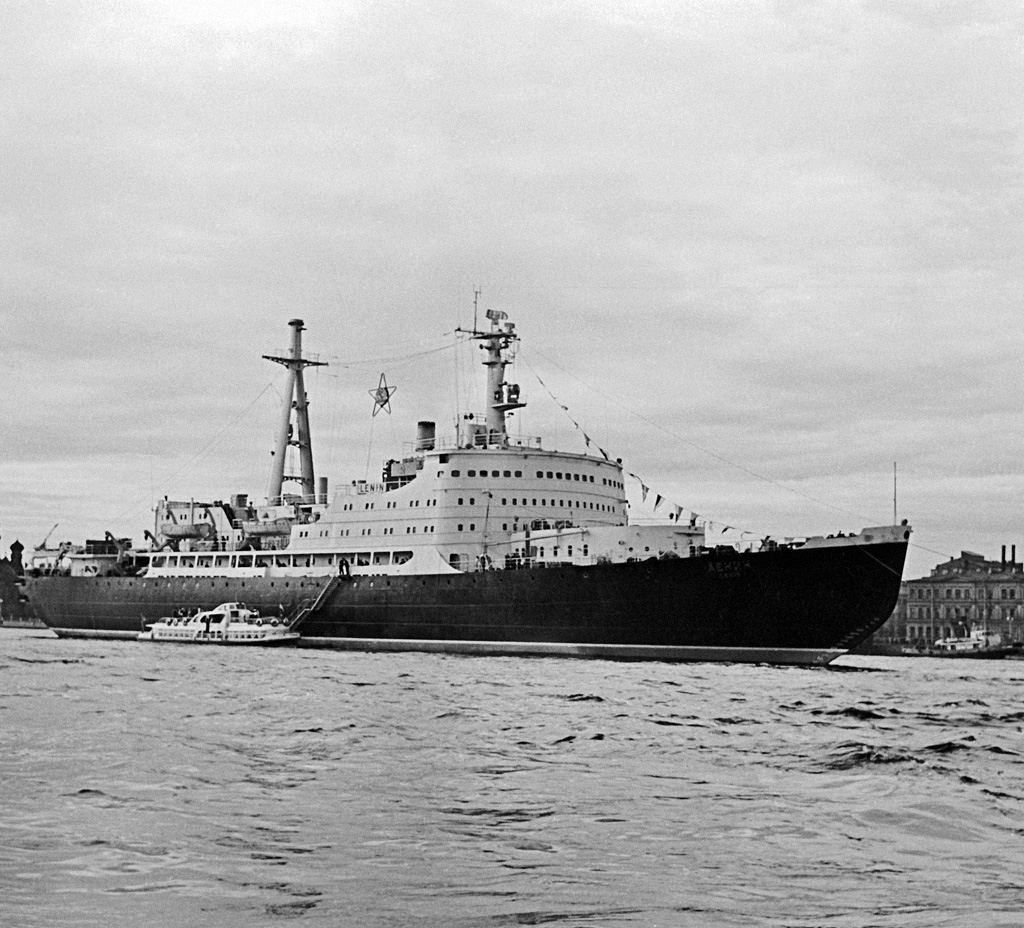
„Lenin” w 1959 roku

Lenin (ros. Ленин) – radziecki lodołamacz, zwodowany w 1957 roku. Jest pierwszym na świecie statkiem nawodnym i pierwszym statkiem niewojskowym z napędem mechanicznym wykorzystującym energię jądrową. Pełnił służbę w latach 1959–1989 przede wszystkim na Przejściu Północno-Wschodnim.
Obecnie statek muzeum w bazie morskiej Atomfłotu w pobliżu Murmańska.
10 kwietnia 1974 statkowi przyznano Order Lenina.

## Budowa
Decyzję o budowie lodołamacza o napędzie jądrowym została podjęta przez Radę Ministrów ZSRR 20 listopada 1953 roku. Główną zaletą uzasadniającą budowę lodołamacza o takim napędzie była jego wysoka autonomiczność – możliwość nieprzerwanej pracy w całym sezonie zimowym bez powrotu do portu dla uzupełniania paliwa, co było istotne na dalekiej północy ZSRR. Uważa się, że dla podjęcia tej decyzji istotne znaczenie miały także względy propagandowe i rywalizacja ZSRR z państwami zachodnimi – budując statek nawodny o napędzie jądrowym udowadniano, że energia atomowa nadaje się do cywilnego wykorzystania, a nadto wyprzedzano pod tym względem USA. Projekt statku, oznaczony numerem 92, został opracowany w nowo powołanym Centralnym Biurze Konstrukcyjnym 15 (CKB-15, ЦКБ-15, obecnie „Ajsbierg”) w latach 1954–1955. Głównym konstruktorem statku był Wasilij Nieganow, który w zakresie kadłuba opierał się na wcześniejszym niezrealizowanym lodołamaczu projektu 90 o napędzie konwencjonalnym. Siłownia jądrowa została zaprojektowana w 1955 roku w zakładzie nr 92 w Gorkim pod kierownictwem Igora Afrikantowa. Naukowym kierownikiem prac został mianowany członek Akademii Nauk ZSRR Anatolij Aleksandrow.
Stępkę pod budowę położono 25 sierpnia 1956 w stoczni nr 194 (dawnej im. André Marty) w Leningradzie (od 1957 – Stoczni Admiralicji). Głównym budowniczym był W.I. Czerwiakow.
Statek zwodowano 5 grudnia 1957 roku. Następnie w latach 1958–1959 zaczęto montowanie siłowni jądrowej, której rozruch przeprowadzono 6 sierpnia 1959 roku. 19 września 1959 lodołamacz wysłano na próby morskie pod dowództwem Pawła Ponomariewa.
Budowa lodołamacza atomowego spotkała się z dużym zainteresowaniem na świecie i podczas budowy oraz testów na jego pokładzie przebywało wiele delegacji i przedstawicieli różnych krajów, obejmujących naukowców i polityków, między innymi premier Wielkiej Brytanii Harold Macmillan, wiceprezydent USA Richard Nixon i towarzyszący mu szef amerykańskiego programu napędu jądrowego adm. Hyman Rickover.
3 grudnia 1959 roku został przekazany do eksploatacji Murmańskiej Flocie Morskiej. Od roku 1960 w składzie Murmanskiego Morskiego Parochodstwa.

## Konstrukcja
„Lenin” to statek gładkopokładowy z przedłużoną środkową nadbudową i dwoma masztami; w części rufowej znajduje się lądowisko dla helikopterów służących do kontroli lodu na drodze lodołamacza. Reaktory typu PWR, położone w środkowej części statku, wytwarzały parę dla turbogeneratorów, które z kolej zasilały trzy silniki prądu stałego, po jednym na każdą śrubę. Silnik środkowy miał moc 10 600 KM, a boczne po 9800 KM. Czterołopatowe śruby miały wymienne łopaty.
Początkowo na lodołamaczu zamontowano trzy reaktory typu ОK-150 (jeden z nich stanowił rezerwę), pozwalające rozwinąć moc 32 MW przy zużyciu 45 gramów uranu dziennie (50 kg/100 000 km). Były one wyposażone w dwa generatory pary o ciśnieniu 29,5 at każdy, dostarczające po 103 (według innych danych 120) tony pary na godzinę. Masa siłowni wynosiła 5767 ton, z czego ciężar osłon wynosił 1963 tony. Jednorazowy wsad paliwa wystarczał na trzykrotne opłynięcie Ziemi. Po kilkuletnim (1967–1970) remoncie pierwotne reaktory zamieniono na dwa nowsze reaktory typu ОK-900. Posiadały one cztery pętle obiegu pierwotnego z generatorami pary, miały moc po 171 MW i wytwarzały po 220 ton pary na godzinę.

## Eksploatacja
Dzięki dużej mocy i wysokiej autonomiczności (nawet przy lodzie o grubości 2,5m prędkość statku nie spadała poniżej 2 węzłów), lodołamacz już podczas pierwszych rejsów wykazał się świetną zdolnością do pracy. Zastosowanie atomowego lodołamacza pozwoliło przedłużyć okres żeglowności Północnej Drogi Morskiej.
29 kwietnia 1960 lodołamacz wyruszył w rejs na północ, do swojego rejonu operowania, docierając 6 maja do Murmańska. Zaczął tam pracę, po dalszych ulepszeniach, 19 sierpnia 1960. Początkowo służył do przecierania szlaku do Igarki nad Jenisejem, odciążając stare lodołamacze „Jermak” i „Krasin”.
4 listopada 1961 kapitanem lodołamacza został Borys Sokołow.
W początkowych 6 latach użytkowania lodołamacz pokonał ponad 82 tysiące mil morskich w lodach i samodzielnie przeprowadził ponad 400 statków. Podczas całego okresu eksploatacji pokonał 654 tysięcy mil morskich, z czego 563,6 tysiąca w lodach.
W czerwcu 1971 lodołamacz jako pierwszy nawodny statek przepłynął na północ od Ziemi Północnej. Rejs rozpoczął się w Murmańsku i zakończył się w Pieweku.
Lodołamacz „Lenin” przepracował 30 lat. Pod koniec 1989 został wycofany z użytku z powodu zużycia kadłuba (w wyniku tarcia o lód nastąpiło pocienienie ścianki) i odstawiony w porcie w pobliżu Murmańska. Na skutek akcji społecznej uniknął złomowania, od 2009 roku został przekształcony w muzeum. Obiekty maszynowni były w dobrym stanie. Część z jej wyposażenia została wykorzystana w lodołamaczu „Arktika”.

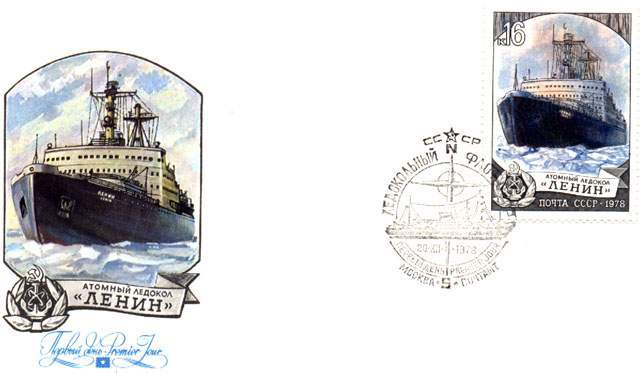
Lodołamacz „Lenin” na kartce pocztowej i znaczku z 1978

## Wypadki jądrowe
W lutym 1965 r. miała miejsce utrata chłodziwa. Po wyłączeniu reaktora w celu uzupełnienia paliwa, woda została wypompowana przed usunięciem zużytego paliwa. Z tego powodu część z elementów paliwowych stopiła się i odkształciła wewnątrz reaktora. Zostało to odkryte, gdy zużyte elementy były wyładowywane. 125 zespołów paliwowych (około 60% całości) utknęło w rdzeniu reaktora nr 2. Podjęto decyzję o usunięciu rdzenia łącznie z paliwem i prętami kontrolnymi, które zostały umieszczone w specjalnych pojemnikach, zestalone, przetrzymane przez dwa lata, a następnie zatopione w Zatoce Cywolki (w pobliżu Nowej Ziemi) w 1967 roku.
Drugą awarią był wyciek z systemu chłodzenia reaktora nr 1, który wykryto na przełomie 1966 i 1967 roku. Znalezienie wycieku wymagało przebicia się przez betonową i metalową osłonę biologiczną  przy użyciu młotów. Gdy wyciek został odnaleziony, stało się jasne, że zniszczenia dokonane przy przebijaniu się były zbyt poważne, aby mogły zostać naprawione. Z tego powodu we wrześniu 1967 roku, po usunięciu kaset paliwowych, przedział ze wszystkimi trzema reaktorami i ich osłoną został odseparowany od kadłuba i 19 września zrzucony przez wykonaną dziurę w dnie lodołamacza na dno morza w Zatoce Cywolki w pobliżu Nowej Ziemi (na głębokości 50 m). Podczas remontu połączonego z modernizacją w Siewierodwińsku lodołamacz otrzymał dwa lepsze reaktory OK-900 i do eksploatacji powrócił 20 czerwca 1970 roku.
Szczegóły tych wypadków nie były szerzej znane do czasu upadku Związku Radzieckiego.